# Sarp

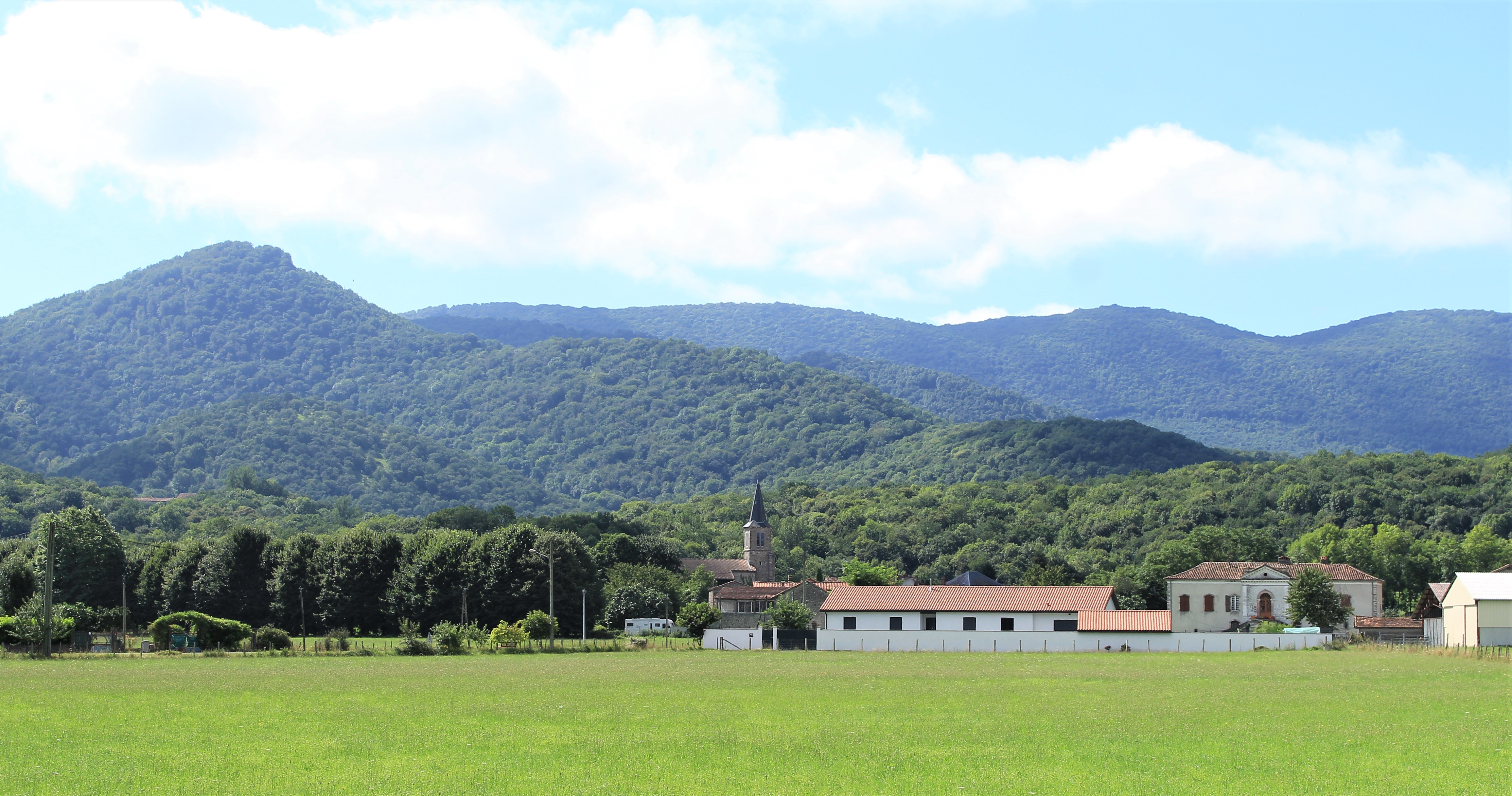
Vue en été.

Sarp est une commune française située dans l'est du département des Hautes-Pyrénées, en région Occitanie.
Sur le plan historique et culturel, la commune est dans le pays de Comminges, correspondant à l’ancien comté de Comminges, circonscription de la province de Gascogne située sur les départements actuels du Gers, de la Haute-Garonne, des Hautes-Pyrénées et de l'Ariège. Exposée à un climat océanique altéré, elle est drainée par l'Ourse et par deux autres cours d'eau. La commune possède un patrimoine naturel remarquable composé de quatre zones naturelles d'intérêt écologique, faunistique et floristique.
Sarp est une commune rurale qui compte 106 habitants en 2022, après avoir connu un pic de population de 280 habitants en 1851..

## Géographie

### Localisation
La commune de Sarp se trouve dans le département des Hautes-Pyrénées, en région Occitanie.
Elle se situe à 48 km à vol d'oiseau de Tarbes, préfecture du département, à 36 km de Bagnères-de-Bigorre, sous-préfecture, et à 21 km de Lannemezan, bureau centralisateur du canton de la Vallée de la Barousse dont dépend la commune depuis 2015 pour les élections départementales.
La commune fait en outre partie du bassin de vie de Montréjeau.
Les communes les plus proches sont : 
Izaourt (0,8 km), Anla (1,6 km), Loures-Barousse (1,6 km), Aveux (1,7 km), Créchets (1,9 km), Saint-Bertrand-de-Comminges (2,0 km), Valcabrère (2,0 km), Ilheu (2,1 km).
Sur le plan historique et culturel, Sarp fait partie du pays de Comminges, correspondant à l’ancien comté de Comminges, circonscription de la province de Gascogne située sur les départements actuels du Gers, de la Haute-Garonne, des Hautes-Pyrénées et de l'Ariège.
| Saint-Bertrand-de-Comminges (Haute-Garonne) | Valcabrère (Haute-Garonne) |         |
|                                             | Sarp                       | Izaourt |
| Aveux                                       |                            | Anla    |

### Hydrographie
La commune est dans le bassin versant de la Garonne, au sein du bassin hydrographique Adour-Garonne. Elle est drainée par l'Ourse, le ruisseau de Rioumort et par un petit cours d'eau, constituant un réseau hydrographique de 1 km de longueur totale,.
L'Ourse, d'une longueur totale de 25,4 km, prend sa source dans la commune de Ferrère et s'écoule vers le nord. Il traverse la commune et se jette dans la Garonne à Loures-Barousse, après avoir traversé 12 communes.

### Climat
Le climat qui caractérise la commune est qualifié, en 2010, de « climat océanique altéré », selon la typologie des climats de la France qui compte alors huit grands types de climats en métropole. En 2020, la commune ressort du même type de climat dans la classification établie par Météo-France, qui ne compte désormais, en première approche, que cinq grands types de climats en métropole. Il s’agit d’une zone de transition entre le climat océanique et les climats de montagne et le climat semi-continental. Les écarts de température entre hiver et été augmentent avec l'éloignement de la mer. La pluviométrie est plus faible qu'en bord de mer, sauf aux abords des reliefs.
Les paramètres climatiques qui ont permis d’établir la typologie de 2010 comportent six variables pour les températures et huit pour les précipitations, dont les valeurs correspondent à la normale 1971-2000. Les sept principales variables caractérisant la commune sont présentées dans l'encadré ci-après.
| Paramètres climatiques communaux sur la période 1971-2000 - Moyenne annuelle de température : 11,5 °C - Nombre de jours avec une température inférieure à −5 °C : 5,7 j - Nombre de jours avec une température supérieure à 30 °C : 4,8 j - Amplitude thermique annuelle : 14,7 °C - Cumuls annuels de précipitation : 1 003 mm - Nombre de jours de précipitation en janvier : 9,7 j - Nombre de jours de précipitation en juillet : 7,3 j |

Avec le changement climatique, ces variables ont évolué. Une étude réalisée en 2014 par la Direction générale de l'Énergie et du Climat complétée par des études régionales prévoit en effet que la  température moyenne devrait croître et la pluviométrie moyenne baisser, avec toutefois de fortes variations régionales. Ces changements peuvent être constatés sur la station météorologique de Météo-France la plus proche, « Mauléon-Barousse », sur la commune de Mauléon-Barousse, mise en service en 1995 et qui se trouve à 6 km à vol d'oiseau,, où la température moyenne annuelle est de 12,3 °C et la hauteur de précipitations de 1 121,4 mm pour la période 1981-2010.
Sur la station météorologique historique la plus proche, « Tarbes-Lourdes-Pyrénées », sur la commune d'Ossun, mise en service en 1946 et à 53 km, la température moyenne annuelle évolue de 12,2 °C pour la période 1971-2000, à 12,6 °C pour 1981-2010, puis à 12,9 °C pour 1991-2020.

### Milieux naturels et biodiversité
L’inventaire des zones naturelles d'intérêt écologique, faunistique et floristique (ZNIEFF) a pour objectif de réaliser une couverture des zones les plus intéressantes sur le plan écologique, essentiellement dans la perspective d’améliorer la connaissance du patrimoine naturel national et de fournir aux différents décideurs un outil d’aide à la prise en compte de l’environnement dans l’aménagement du territoire.
Deux ZNIEFF de type 1 sont recensées sur la commune :
« l'Ourse et ses affluents de Ferrère à Izaourt » (85 ha), couvrant 18 communes du département et 
les « montagnes de Saint-Bertrand-de-Comminges et de Tibiran-Jaunac » (1 613 ha), couvrant 8 communes dont une dans la Haute-Garonne et sept dans les Hautes-Pyrénées
et deux ZNIEFF de type 2, : 
- les « Garonne amont, Pique et Neste » (1 788 ha), couvrant 112 communes dont 42 dans la Haute-Garonne et 70 dans les Hautes-Pyrénées[25] ;
- les « montagnes sèches et rocheuses en rives gauche et droite de l'Ourse et à Saint-Bertrand-de-Comminges » (5 147 ha), couvrant 24 communes dont deux dans la Haute-Garonne et 22 dans les Hautes-Pyrénées[26].

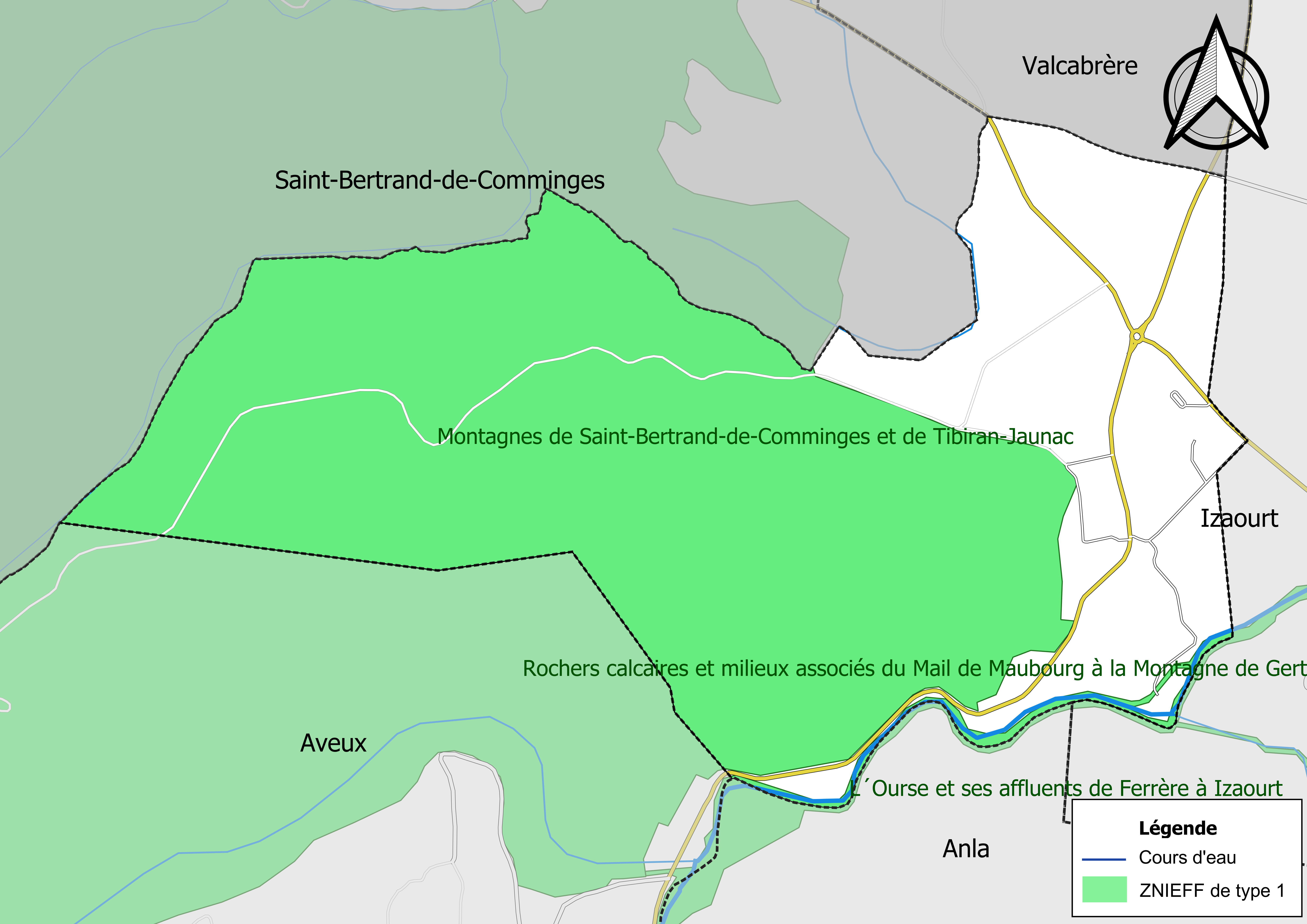
Carte des ZNIEFF de type 1 sur la commune.
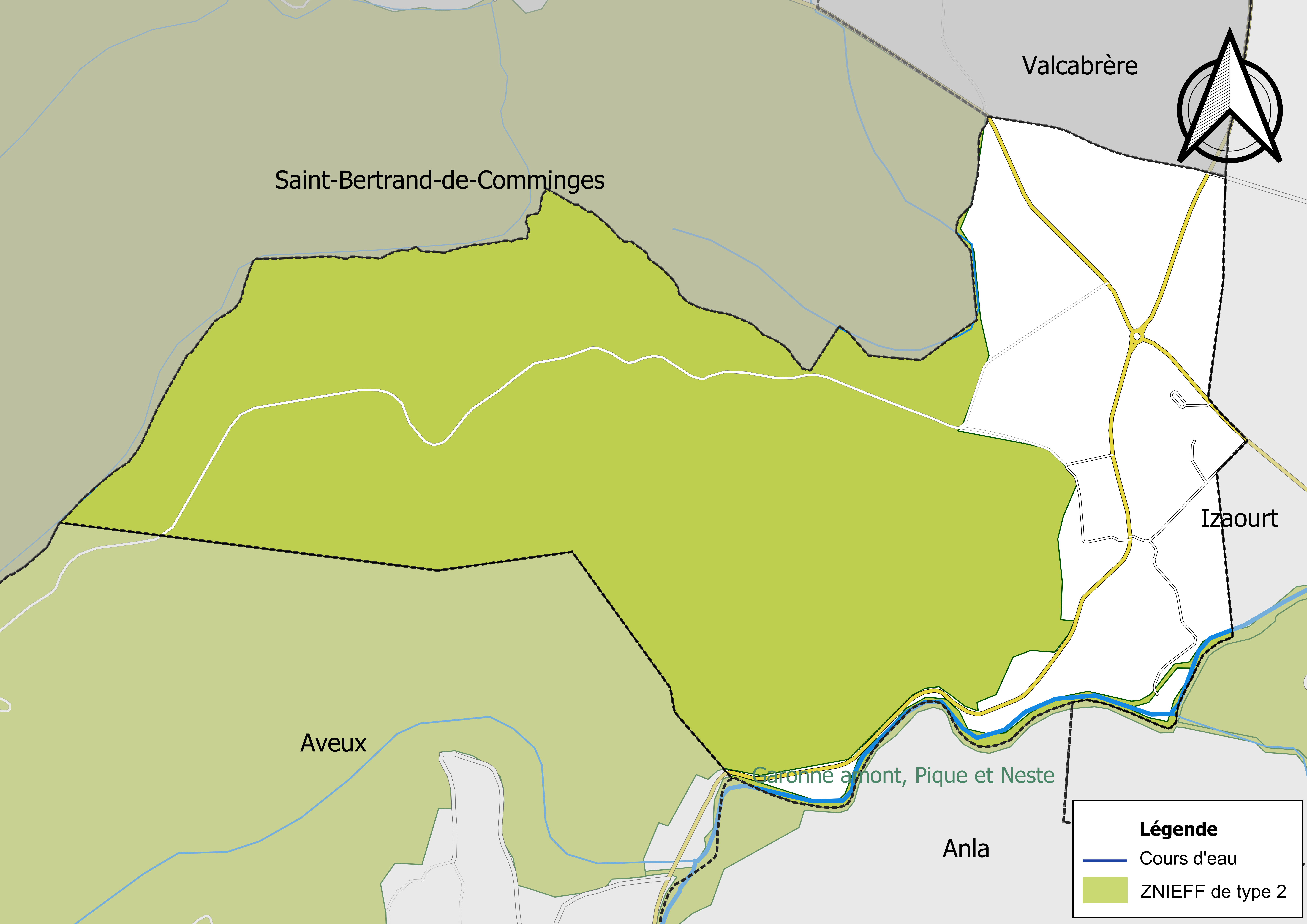
Carte des ZNIEFF de type 2 sur la commune.

## Urbanisme

### Typologie
Au 1er janvier 2024, Sarp est catégorisée commune rurale à habitat dispersé, selon la nouvelle grille communale de densité à sept niveaux définie par l'Insee en 2022.
Elle est située hors unité urbaine et hors attraction des villes,.

### Occupation des sols
L'occupation des sols de la commune, telle qu'elle ressort de la base de données européenne d’occupation biophysique des sols Corine Land Cover (CLC), est marquée par l'importance des forêts et milieux semi-naturels (51,9 % en 2018), en diminution par rapport à 1990 (53,5 %). La répartition détaillée en 2018 est la suivante : 
forêts (51,9 %), prairies (25,5 %), zones urbanisées (14,7 %), zones agricoles hétérogènes (7,8 %).
L'IGN met par ailleurs à disposition un outil en ligne permettant de comparer l’évolution dans le temps de l’occupation des sols de la commune (ou de territoires à des échelles différentes). Plusieurs époques sont accessibles sous forme de cartes ou photos aériennes : la carte de Cassini (XVIIIe siècle), la carte d'état-major (1820-1866) et la période actuelle (1950 à aujourd'hui).

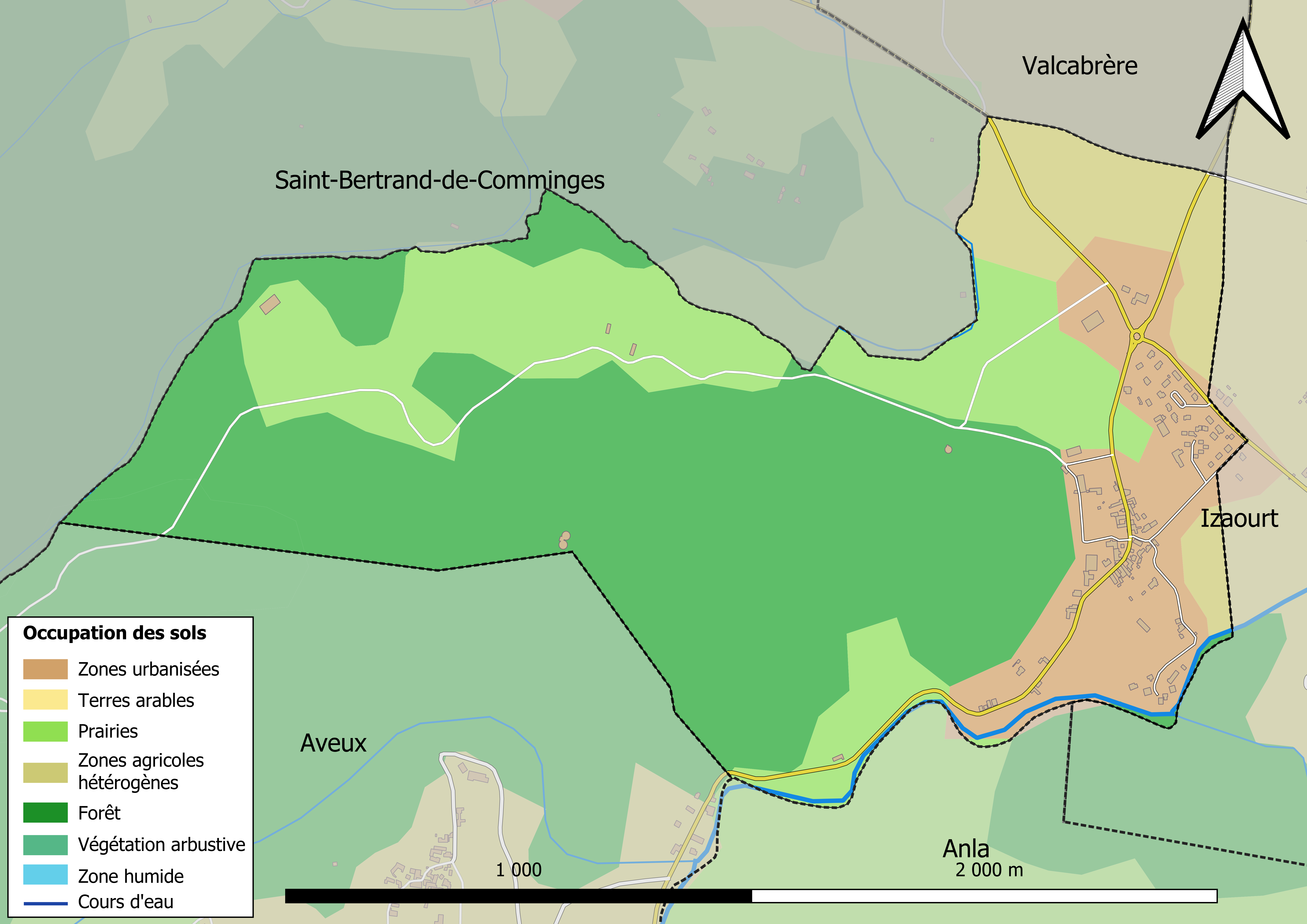
Carte des infrastructures et de l'occupation des sols en 2018 (CLC) de la commune.
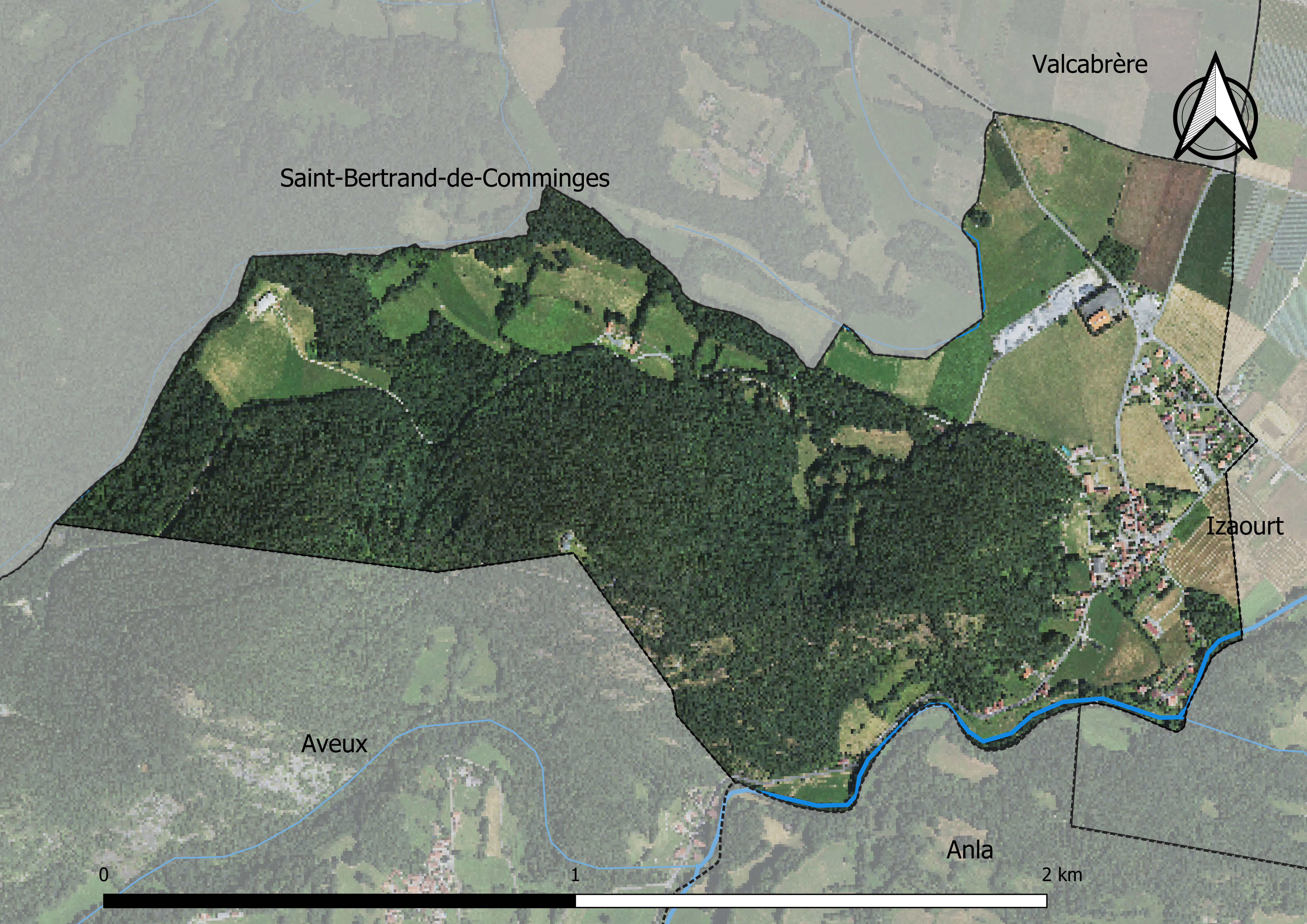
Carte orthophotogrammétrique de la commune.

### Logement
En 2012, le nombre total de logements dans la commune est de 81.

Parmi ces logements, 75,1 % sont des résidences principales, 15,0 % des résidences secondaires et 10,0 % des logements vacants.

### Voies de communication et transports
Cette commune est desservie par la route départementale D 925 et par la route départementale D 26.

### Risques majeurs
Le territoire de la commune de Sarp est vulnérable à différents aléas naturels : météorologiques (tempête, orage, neige, grand froid, canicule ou sécheresse), inondations, feux de forêts, mouvements de terrains et séisme (sismicité modérée). Un site publié par le BRGM permet d'évaluer simplement et rapidement les risques d'un bien localisé soit par son adresse soit par le numéro de sa parcelle.
Certaines parties du territoire communal sont susceptibles d’être affectées par le risque d’inondation par débordement de cours d'eau, notamment l'Ourse. La cartographie des zones inondables en ex-Midi-Pyrénées réalisée dans le cadre du XIe Contrat de plan État-région, visant à informer les citoyens et les décideurs sur le risque d’inondation, est accessible sur le site de la DREAL Occitanie. La commune a été reconnue en état de catastrophe naturelle au titre des dommages causés par les inondations et coulées de boue survenues en 1982, 1999 et 2009,.
Sarp est exposée au risque de feu de forêt. Un plan départemental de protection des forêts contre les incendies a été approuvé par arrêté préfectoral le 21 avril 2020 pour la période 2020-2029. Le précédent couvrait la période 2007-2017. L’emploi du feu est régi par deux types de réglementations. D’abord le code forestier et l’arrêté préfectoral du 27 octobre 2014, qui réglementent l’emploi du feu à moins de 200 m des espaces naturels combustibles sur l’ensemble du département. Ensuite celle établie dans le cadre de la lutte contre la pollution de l’air, qui interdit le brûlage des déchets verts des particuliers. L’écobuage est quant à lui réglementé dans le cadre de commissions locales d’écobuage (CLE).

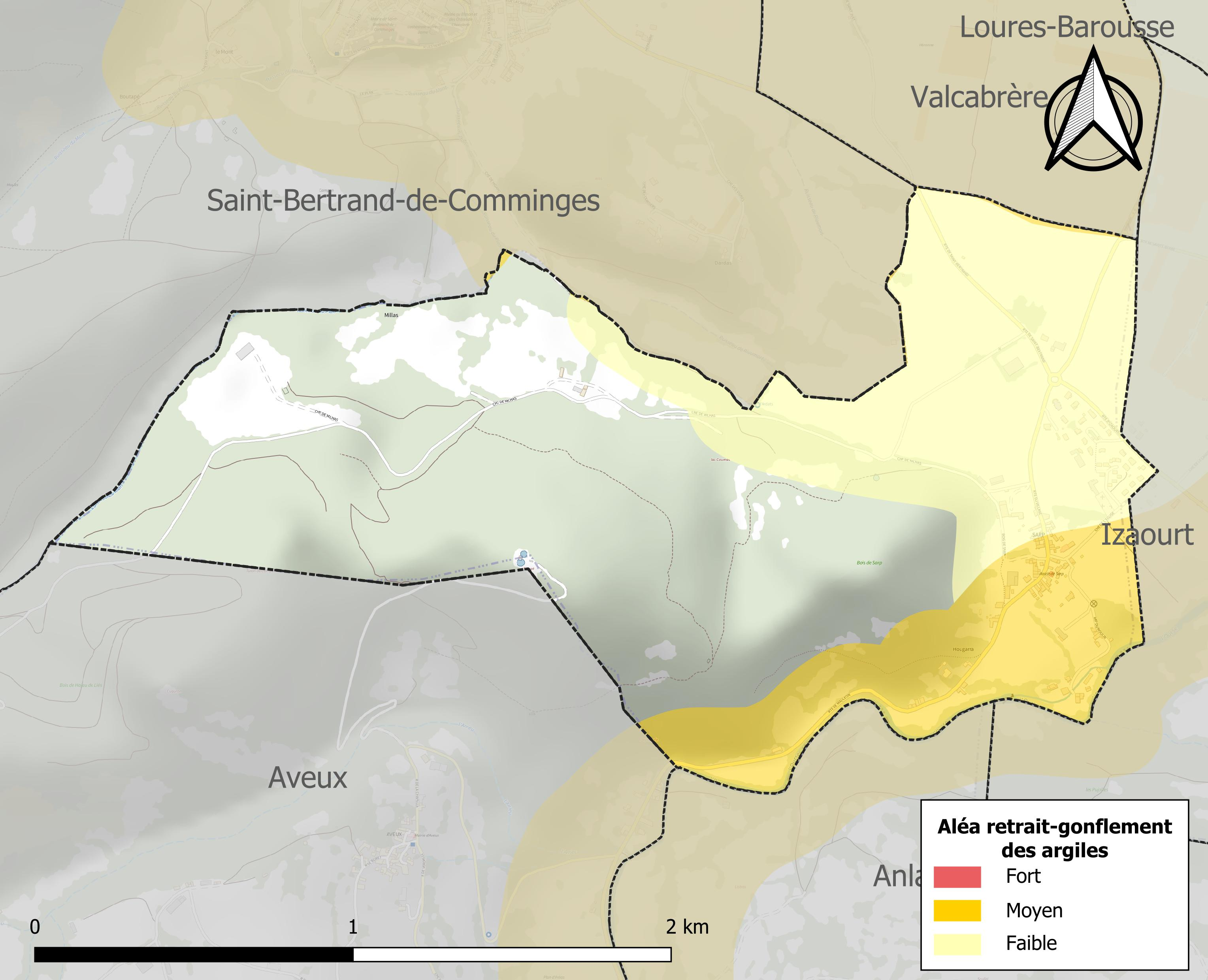
Carte des zones d'aléa retrait-gonflement des sols argileux de Sarp.

Les mouvements de terrains susceptibles de se produire sur la commune sont des tassements différentiels.
Le retrait-gonflement des sols argileux est susceptible d'engendrer des dommages importants aux bâtiments en cas d’alternance de périodes de sécheresse et de pluie. 15,4 % de la superficie communale est en aléa moyen ou fort (44,5 % au niveau départemental et 48,5 % au niveau national). Sur les 77 bâtiments dénombrés sur la commune en 2019, 35 sont en aléa moyen ou fort, soit 45 %, à comparer aux 75 % au niveau départemental et 54 % au niveau national. Une cartographie de l'exposition du territoire national au retrait gonflement des sols argileux est disponible sur le site du BRGM,.
Par ailleurs, afin de mieux appréhender le risque d’affaissement de terrain, l'inventaire national des cavités souterraines permet de localiser celles situées sur la commune.
Concernant les mouvements de terrains, la commune a été reconnue en état de catastrophe naturelle au titre des dommages causés par des mouvements de terrain en 1999.

## Toponymie

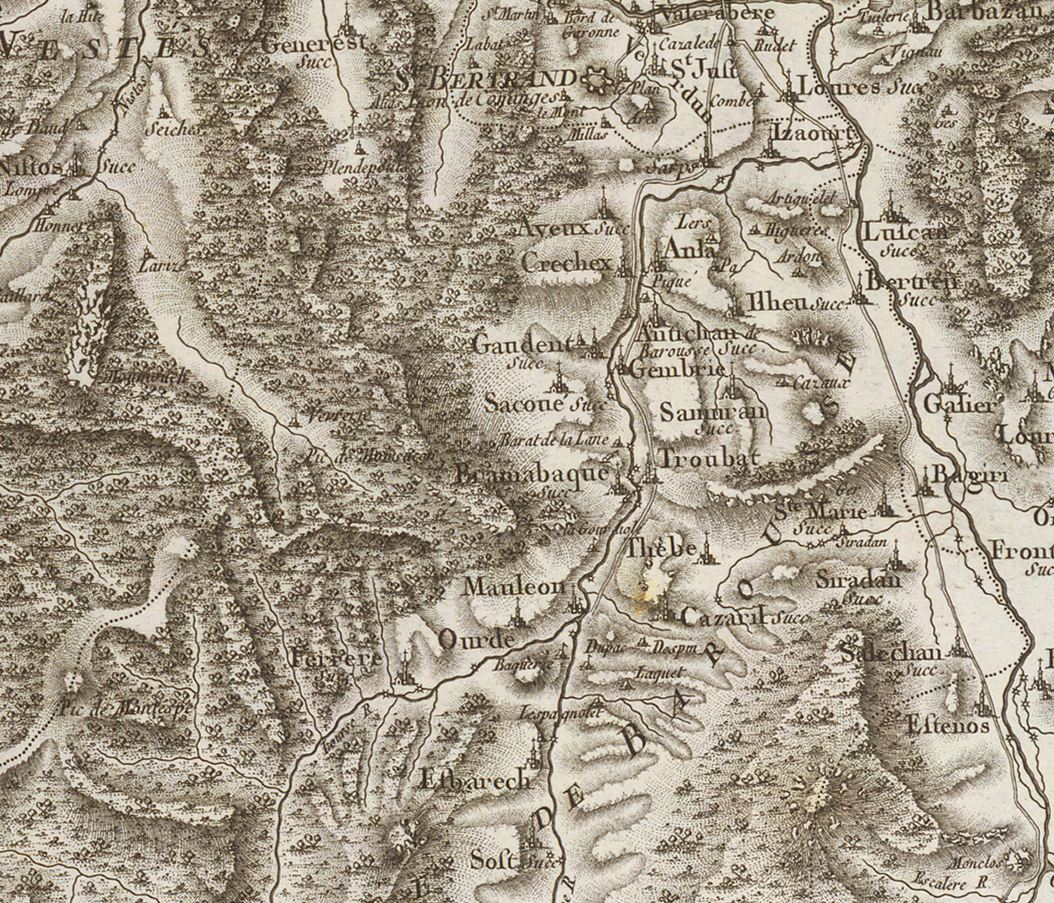
Extrait de la carte de Cassini (entre 1756 et 1789) situant Sarp au nord de Mauléon-Barousse.

Les principales informations se trouvent dans le Dictionnaire toponymique des communes des Hautes-Pyrénées de Michel Grosclaude et Jean-François Le Nail qui rapporte les dénominations historiques du village :
Dénominations historiques :
- Sarp (1318, Larcher, cartulaire de Comminges) ;
- Sarpt (1790, Département 1 et 2) ;
- Sarps (fin XVIIIe siècle, carte de Cassini).

Étymologie : soit du basque sarri-pe (= au pied des taillis), soit du gascon sarpar (= essarter) du latin sarpere.
Nom occitan : Sarp.

## Histoire

### Cadastre napoléonien de Sarp
Le plan cadastral napoléonien de Sarp est consultable sur le site des archives départementales des Hautes-Pyrénées.

## Politique et administration

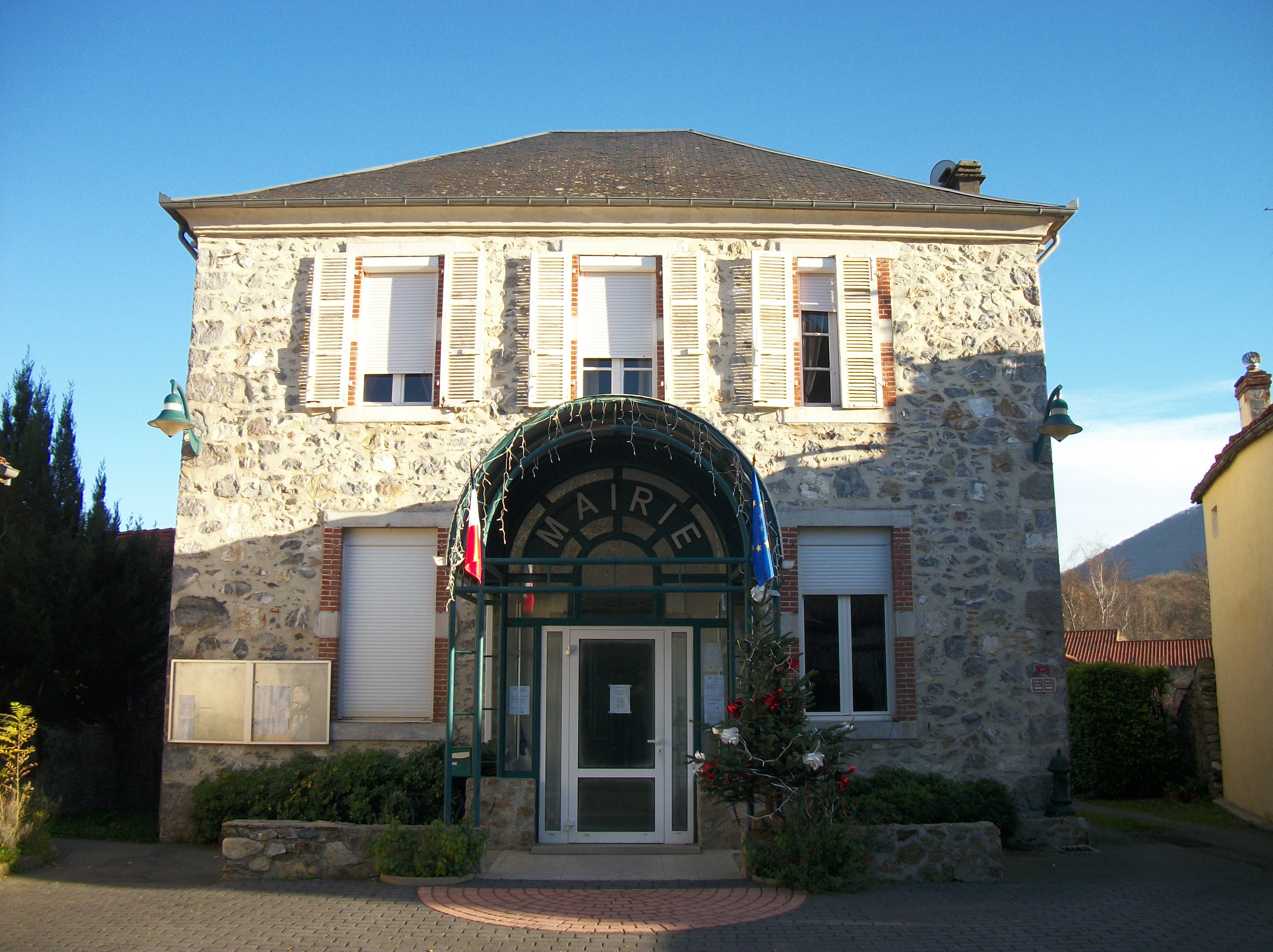
La mairie.

### Liste des maires
| Période                                  | Période   | Identité           | Étiquette | Qualité  |
| ---------------------------------------- | --------- | ------------------ | --------- | -------- |
| Les données manquantes sont à compléter. |           |                    |           |          |
|                                          |           |                    |           |          |
| 20 mars 1977                             | mars 2001 | François Fortassin | MRG       | Sénateur |
| mars 2001                                | mars 2008 | Gilbert Desbarax   |           |          |
| mars 2008                                | En cours  | Robert Foraste     | PRG       |          |

### Rattachements administratifs et électoraux

#### Historique administratif
Sénéchaussée d'Auch, pays des Quatre-Vallées, Vallée de la Barousse, seigneurie de Sarp et Milhas, canton de  Barousse (1801-2014).

#### Intercommunalité
Sarp appartient à la communauté de communes Neste Barousse créée en janvier 2017 et qui réunit 43 communes.

## Population et société

### Démographie

#### Évolution démographique
| 1793 | 1800 | 1806 | 1821 | 1831 | 1836 | 1841 | 1846 | 1851 |
| ---- | ---- | ---- | ---- | ---- | ---- | ---- | ---- | ---- |
| 185  | 208  | 216  | 176  | 226  | 253  | 267  | 253  | 280  |

| 1856 | 1861 | 1866 | 1872 | 1876 | 1881 | 1886 | 1891 | 1896 |
| ---- | ---- | ---- | ---- | ---- | ---- | ---- | ---- | ---- |
| 231  | 235  | 209  | 193  | 200  | 180  | 178  | 180  | 186  |

| 1901 | 1906 | 1911 | 1921 | 1926 | 1931 | 1936 | 1946 | 1954 |
| ---- | ---- | ---- | ---- | ---- | ---- | ---- | ---- | ---- |
| 143  | 133  | 155  | 123  | 102  | 92   | 86   | 86   | 85   |

| 1962 | 1968 | 1975 | 1982 | 1990 | 1999 | 2006 | 2008 | 2013 |
| ---- | ---- | ---- | ---- | ---- | ---- | ---- | ---- | ---- |
| 84   | 74   | 77   | 76   | 115  | 104  | 107  | 108  | 110  |

| 2018 | 2022 | - | - | - | - | - | - | - |
| ---- | ---- | - | - | - | - | - | - | - |
| 107  | 106  | - | - | - | - | - | - | - |

| selon la population municipale des années : | 1968 | 1975 | 1982 | 1990 | 1999 | 2006 | 2009 | 2013 |
| Rang de la commune dans le département      | 301  | 319  | 284  | 264  | 291  | 288  | 292  | 294  |
| Nombre de communes du département           | 479  | 473  | 473  | 474  | 474  | 474  | 474  | 474  |

La population a atteint un maximum en 1851 avec 280 habitants, puis a baissé périodiquement pour atteindre un minimum de 74 habitants en 1968. Elle a ensuite connu une hausse notable pour se stabiliser au-dessus des 100 habitants à partir de 1990.

### Enseignement
La commune dépend de l'académie de Toulouse. Elle ne dispose plus d'école en 2016.

## Économie

### Emploi
|                | 2008  | 2013  | 2018  |
| -------------- | ----- | ----- | ----- |
| Commune        | 6,8 % | 2,8 % | 8,1 % |
| Département    | 7,7 % | 9,4 % | 9,8 % |
| France entière | 8,3 % | 10 %  | 10 %  |

En 2018, la population âgée de 15 à 64 ans s'élève à 62 personnes, parmi lesquelles on compte 71 % d'actifs (62,9 % ayant un emploi et 8,1 % de chômeurs) et 29 % d'inactifs,. Depuis 2008, le taux de chômage communal (au sens du recensement) des 15-64 ans est inférieur à celui de la France et du département.
La commune est hors attraction des villes,. Elle compte 53 emplois en 2018, contre 60 en 2013 et 50 en 2008. Le nombre d'actifs ayant un emploi résidant dans la commune est de 39, soit un indicateur de concentration d'emploi de 135,6 % et un taux d'activité parmi les 15 ans ou plus de 46,9 %.
Sur ces 39 actifs de 15 ans ou plus ayant un emploi, 6 travaillent dans la commune, soit 15 % des habitants. Pour se rendre au travail, 79,5 % des habitants utilisent un véhicule personnel ou de fonction à quatre roues et 20,5 % s'y rendent en deux-roues, à vélo ou à pied.

## Loisirs
Découverte des milieux naturels avec un sentier pédagogique, une aire de pique-nique est à proximité,,.

## Jardin botanique
Le jardin est entretenu par l'association « Serpettes et Chaudrons », on y trouve des plantes aromatiques, des plantes médicinales.
L'association propose des ateliers pour apprendre les propriétés et les usages des plantes médicinales,.
Chaque mois est organisée une journée portes ouvertes.

Sélection de vues diverses
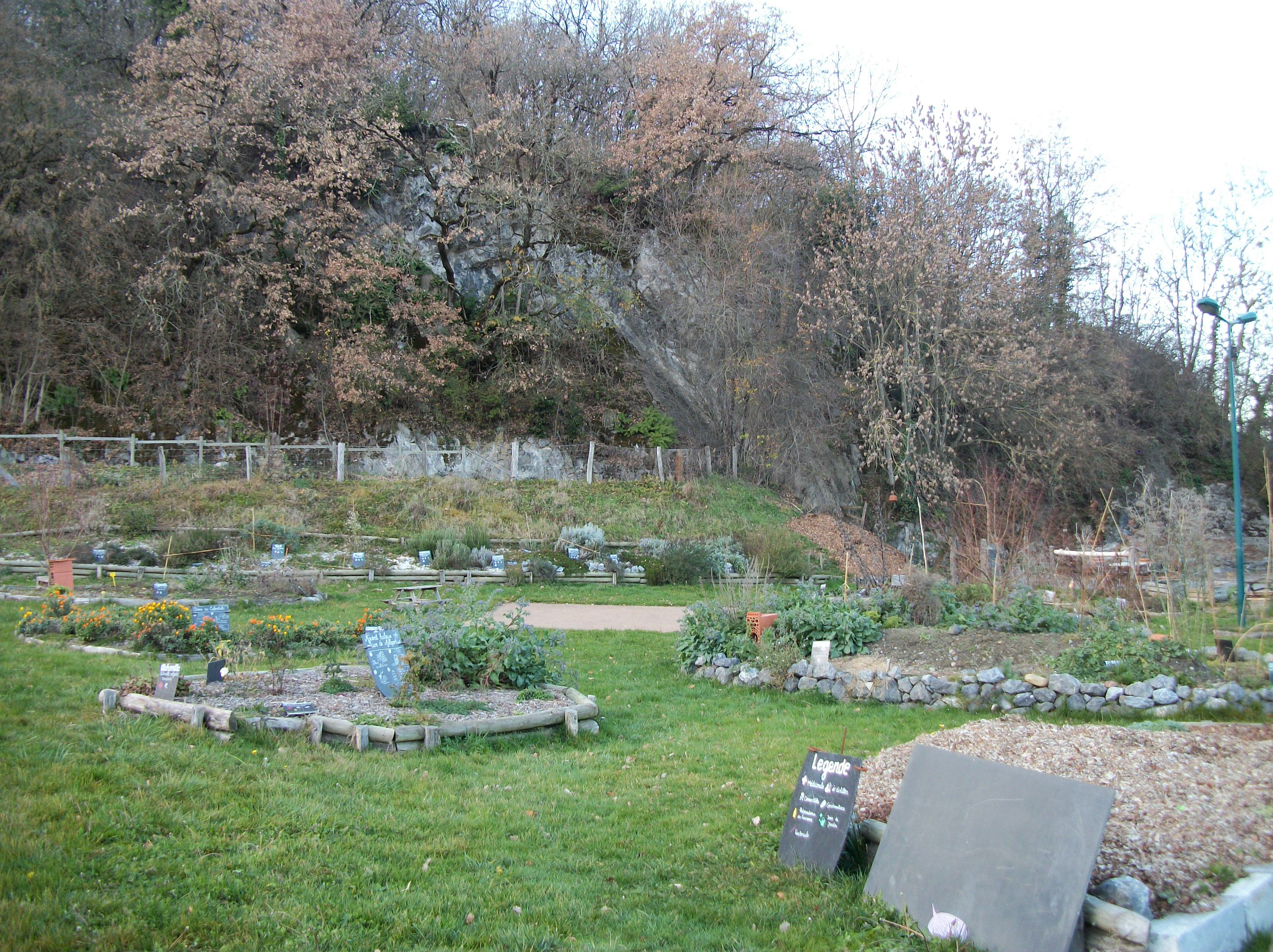
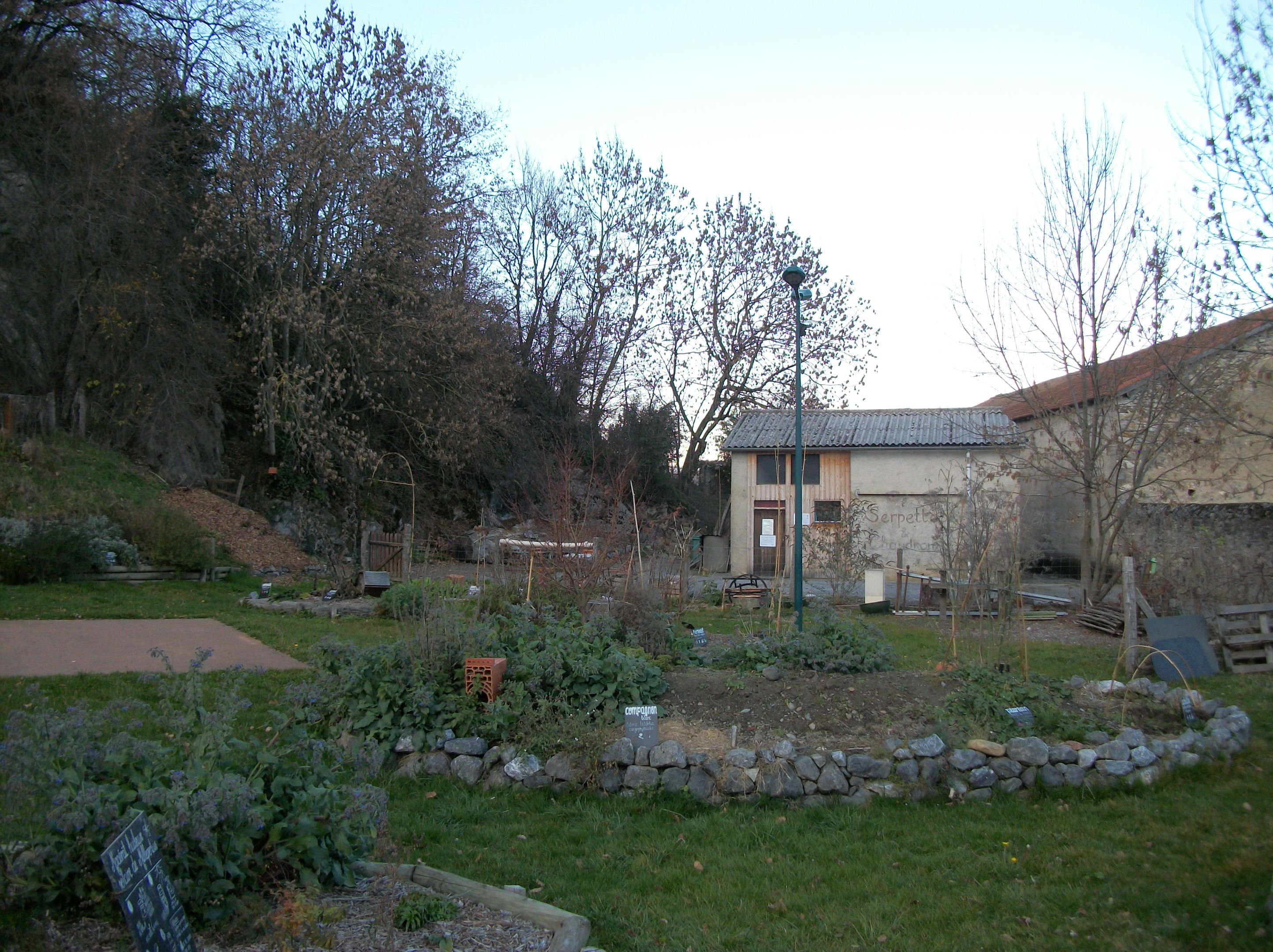
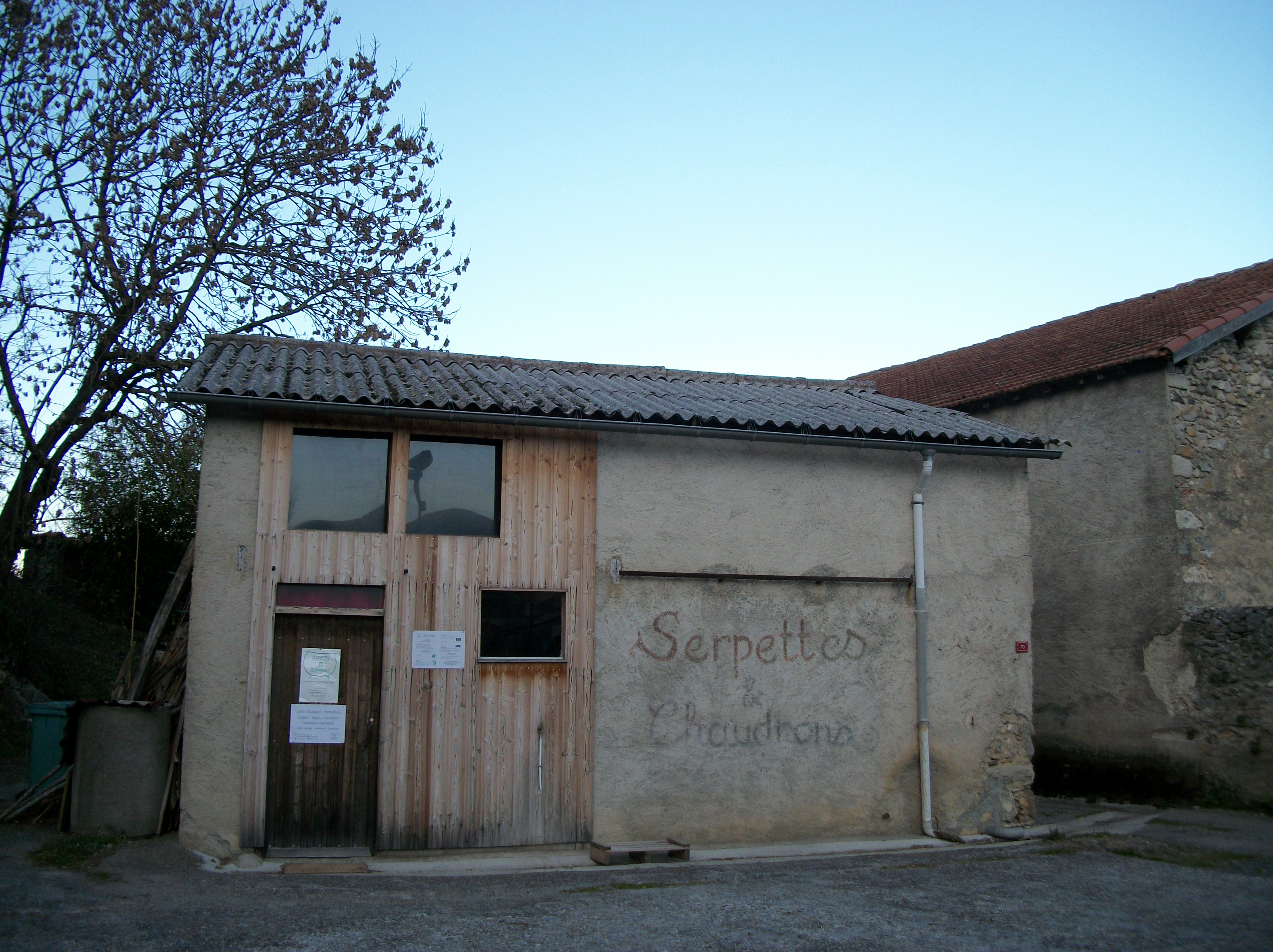
Maison de l'association « Serpettes et Chaudrons ».
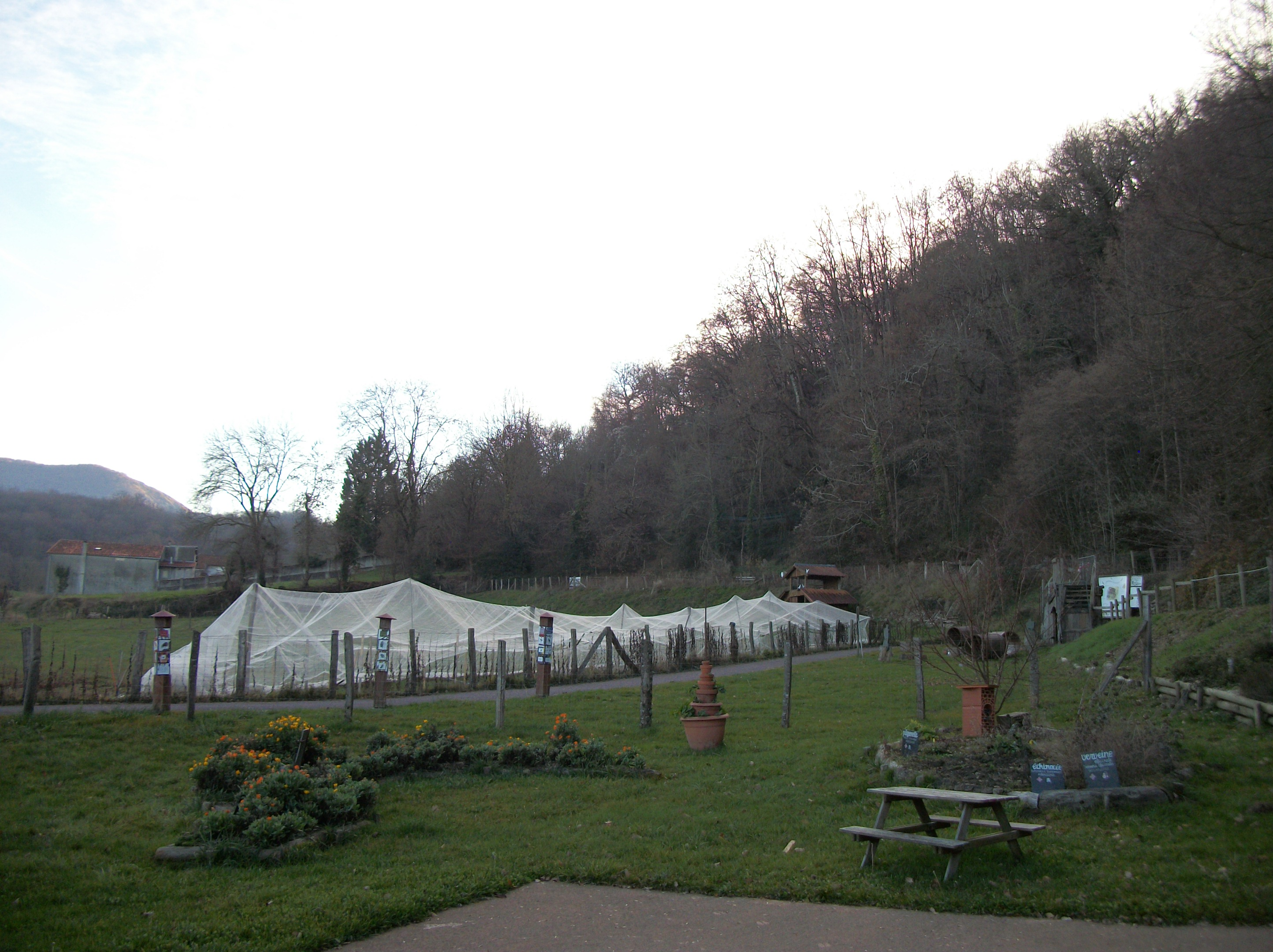
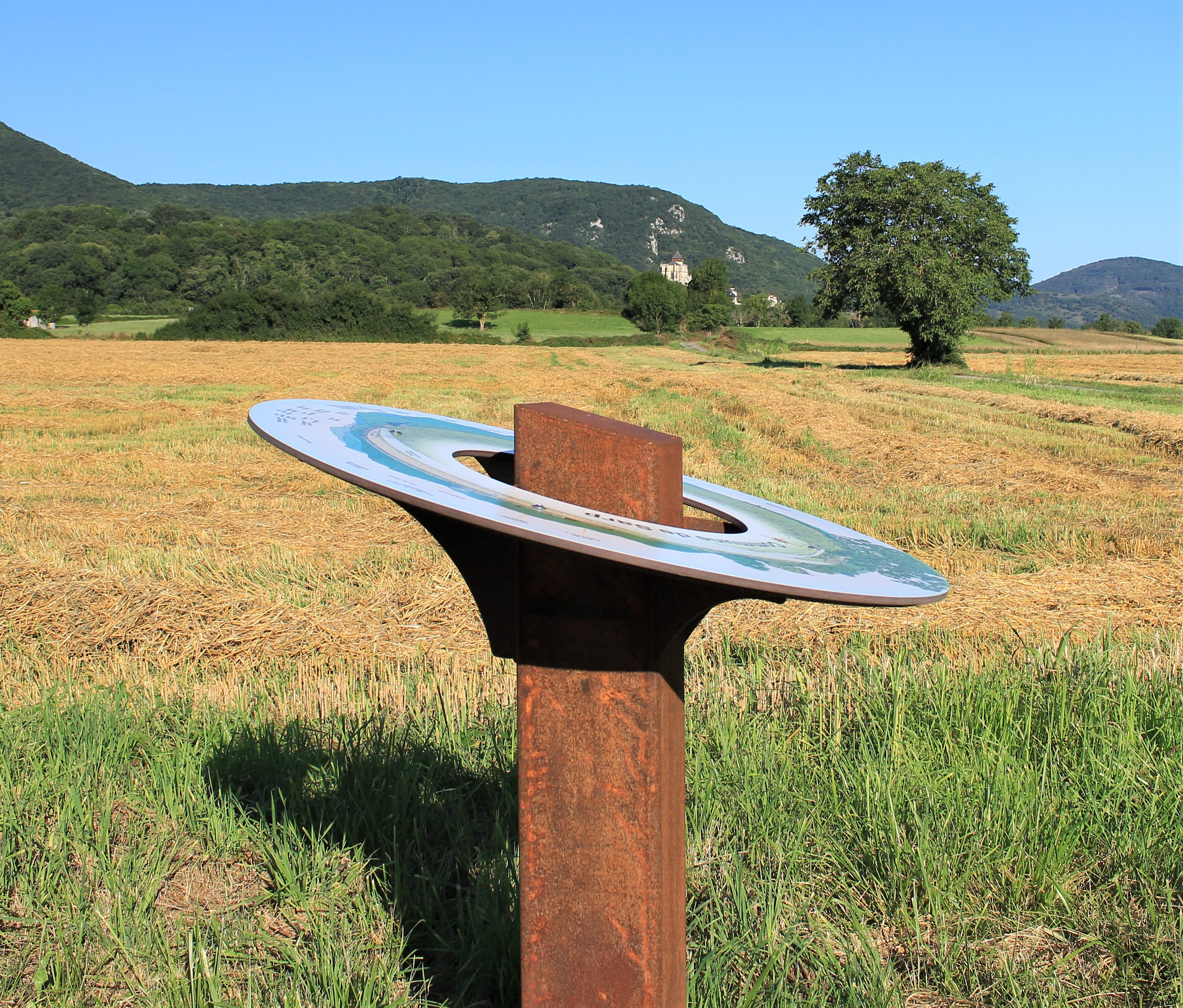
La table d'Orientation.

## Culture locale et patrimoine

### Lieux et monuments
- Église Saint-Germé de Sarp.

Sélection de vues des équipements municipaux
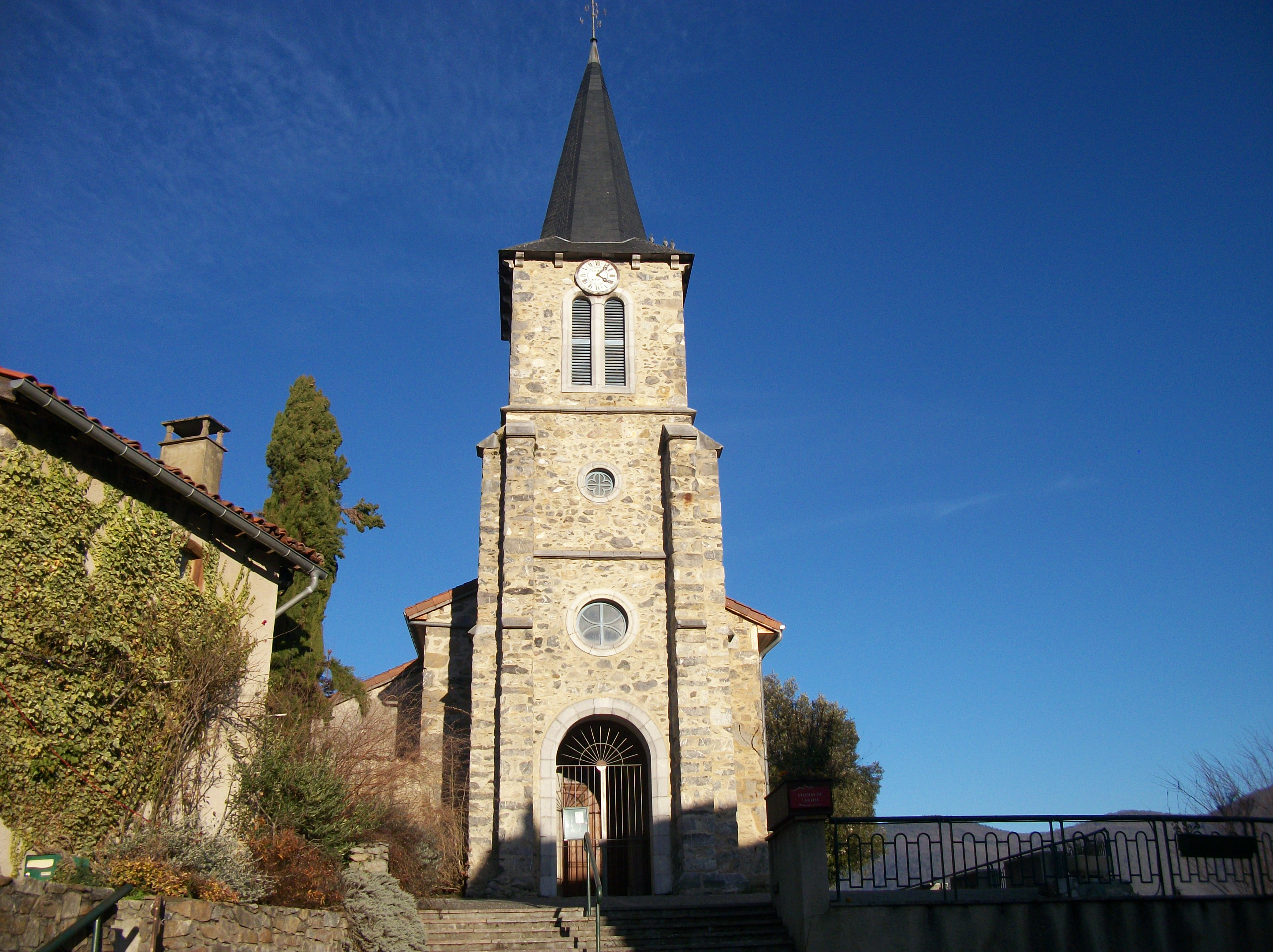
Église Saint-Germé.
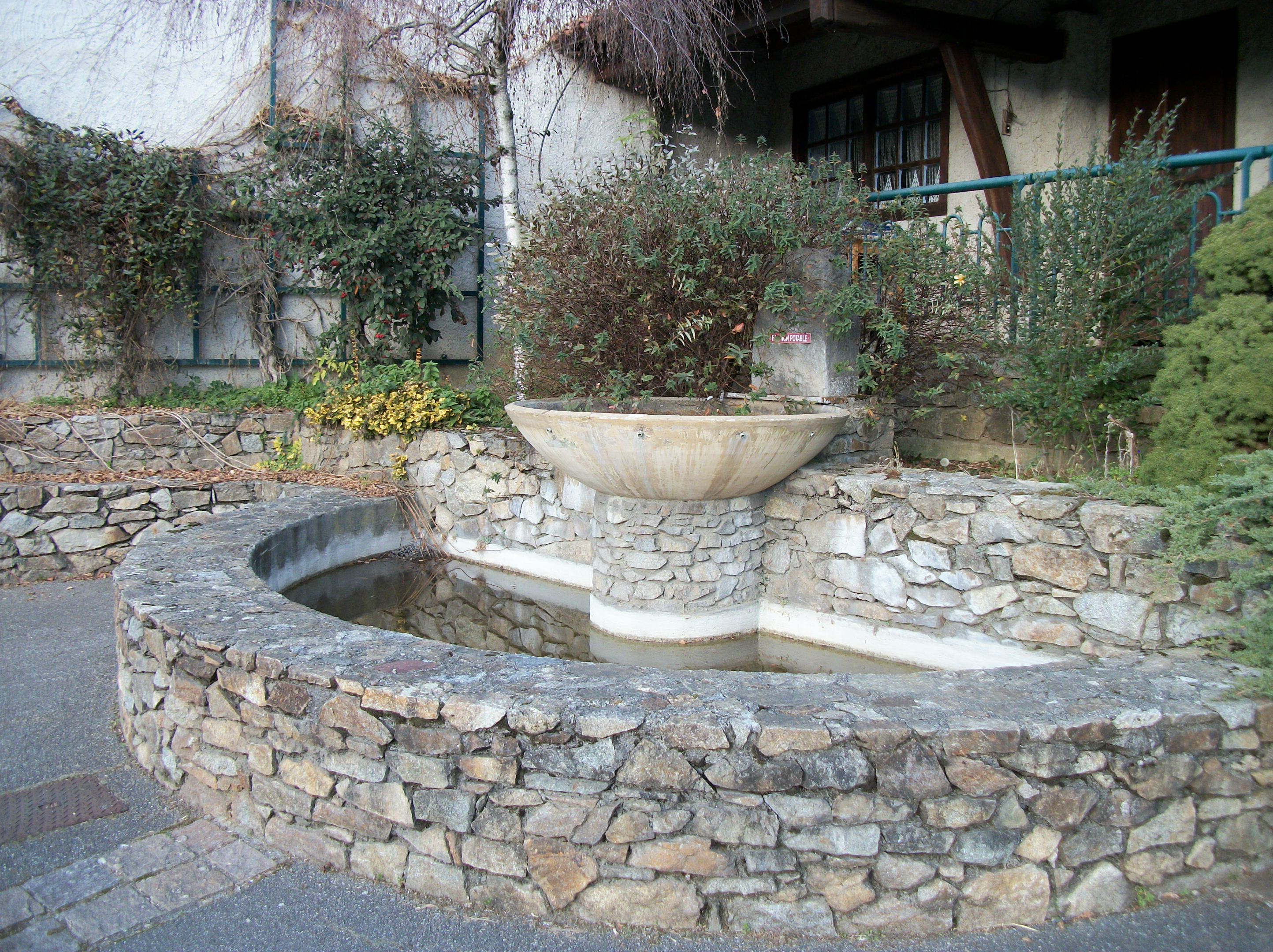
Fontaine.
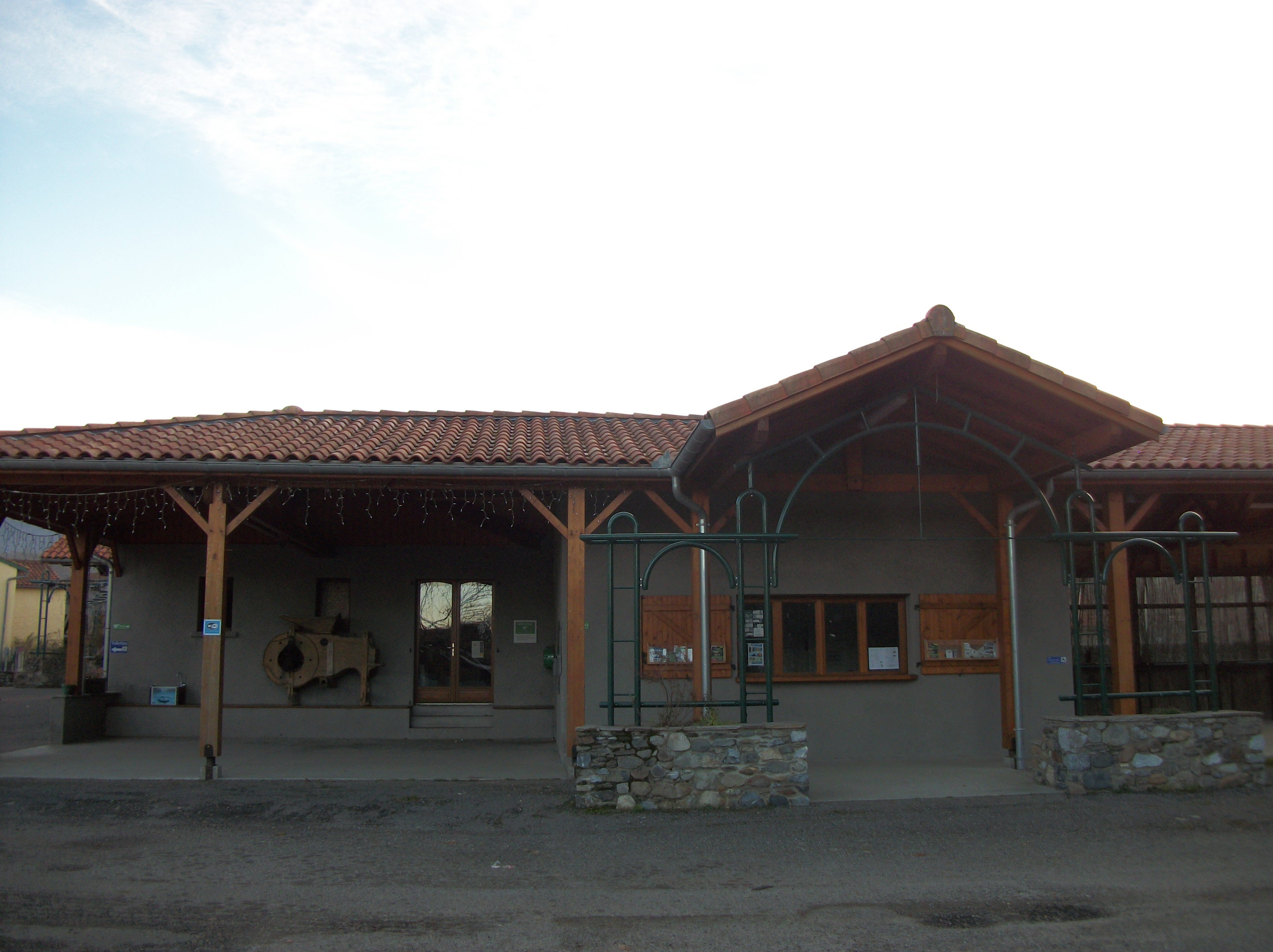
Salle des fêtes.

### Personnalités liées à la commune
- François Fortassin (1939-2017), maire-adjoint de Sarp, sénateur et ancien président PRG du conseil général des Hautes-Pyrénées.

### Héraldique
| Blason | Blasonnement : D'azur aux deux haches d'argent, emmanchées de sable, surmontées d'un monde aussi d'argent cerclé et cintré de gueules, sommé d'une boule du même. |